# Abdul Karim Soroush
Farajollah Dabbagh, conegut com a Abdul Karim Soroush o Abdolkarim Sorush (en persa عبدالكريم سروش), el Luter iranià i per Sorush, (Teheran, 16 de desembre de 1945) és l'intel·lectual iranià més conegut a occident. És considerat com el pensador emblemàtic del Postislamisme i se li reconeix certa influència sobre l'àmbit polític de l'Islam.
És filòsof islamista laic i professor d'ètica. Antic partidari de Jomeini, va ocupar un lloc en el Consell de la Revolució Cultural. Des de llavors, Sorush ha canviat fins al punt de ser un dels principals adversaris del principi d'indisociabilitat del fet religiós i del polític.
El seu pensament està en la línia de Muhàmmad Khatami. Encarna una tendència anticlerical, però és un “laic” quant al seu estatus social i a la seva formació universitària.

## El seu concepte del "coneixement religiós"
Les principals preguntes que planteja Sorush són les que es fan nombrosos pensadors musulmans contemporanis: pot existir una interpretació definitiva de l'Islam? Quin paper pot tenir en política la religió? És l'Islam compatible amb la democràcia?
Atès que l'Islam és considerat com a invariable, no canviable i transcendint totes les representacions i les manipulacions de les quals pot ser objecte, Sorush vol conciliar l'Islam amb un món dinàmic, partionant els fonaments de la religió i el “coneixement religiós” que s'obté pel seu estudi. Aquest raonament desemboca en l'acceptació del “coneixement religiós” com una construcció humana que està necessàriament en continu canvi.
Sorush proposa l'abandó de qualsevol ideologia islàmica que no sigui un coneixement de la religió sinó un instrument polític i social destinat a orientar i determinar el comportament públic a partir de certa concepció de la religió. Transformar una religió en ideologia suposa limitar la llibertat d'interpretació dels dogmes religiosos.